# Neviano
Neviano (im lokalen Dialekt: Nianu) ist eine südostitalienische Gemeinde (comune).

## Geografie
Die Gemeinde hat 4872 Einwohner (Stand 31. Dezember 2023). Sie liegt in der Provinz Lecce in Apulien, etwa 28,5 Kilometer südsüdwestlich der Stadt Lecce im Salento.

## Verkehr
Der Bahnhof Seclì-Neviano-Aradeo bedient die Gemeinde im Eisenbahnverkehr und liegt an der Bahnstrecke Novoli–Gagliano Leuca.

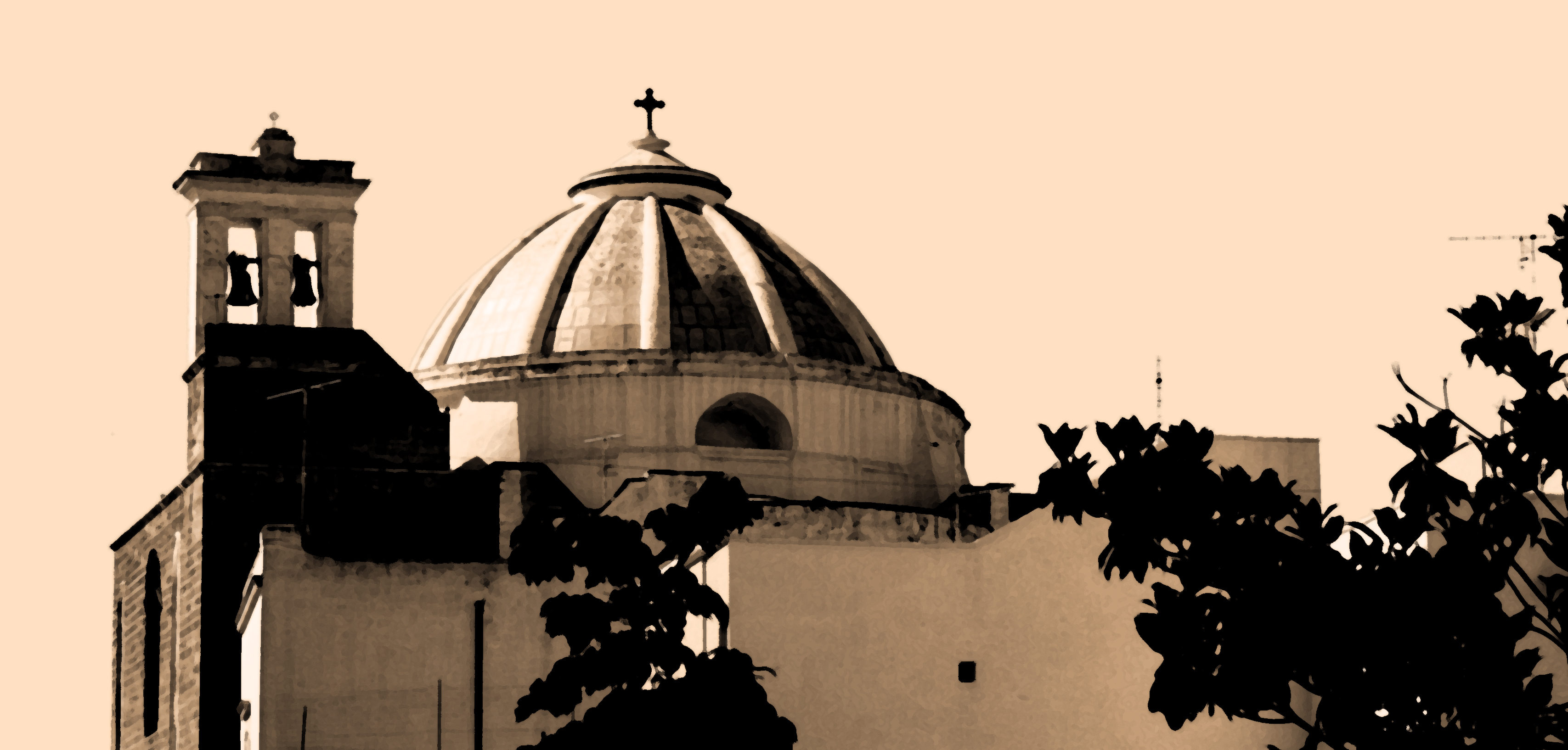
Kuppel der Kirche Chiesa Madre

## Gemeindepartnerschaft
- Langenthal, Oberaargau